# Cystorchis
Cystorchis là một chi thực vật có hoa trong họ, Orchidaceae.